# Puente de Vallecas (metrostation)
Puente de Vallecas is een metrostation de Spaanse hoofdstad Madrid. Het station werd geopend op 8 mei 1923 en wordt bediend door lijn 1 van de metro van Madrid.
- Virtual International Authority File: 154977504